# Absolute Zero
「Absolute Zero」（アブソリュート・ゼロ）は、日本のロックバンド・Brian the Sunの1作目の配信限定シングル。2015年5月6日にSPACE SHOWER MUSICから配信された。

## 概要
Brian the Sun初の配信限定シングル。
表題曲「Absolute Zero」はインディーズ2ndフルアルバム『Brian the Sun』収録曲であり、アルバムにはピアノ弾き語りver.が収録されていたが、今作で配信されるのはバンドアレンジver.となっている。また、映画「ハッピーランディング」の主題歌に採用されている。

## 収録曲
1. Absolute Zero [6:04]
  - 映画「ハッピーランディング」主題歌